# Kvantemekanisk måling
 Denne artikel bør gennemlæses af en person med fagkendskab for at sikre den faglige korrekthed.

Kvantemekanik forudsætter en omhyggelig definition af kvantemekanisk måling.  Kvantemekanisk måling problemstillingen ligger til grund for kvantemekanikfortolkninger - og der er i dag (2015) ikke konsensus om kvantemekanisk måling.
Et af de områder, hvor kvantemekanikken har haft størst betydning uden for fysikerkredse, er kvantemekanisk målingsteori. Helt kort fortalt postulerer kvantemekanikken, at man ikke kan adskille personen, der foretager en måling, fra det, der bliver målt. Det betyder ofte, at man vil ændre en partikels tilstand, når man måler på den.
Kvantemekanisk måling er karakteriseret af, at der ved en måling sker der en kvantemekanisk sammenfiltring mellem partiklen og måleapparaturet, der efterlades "noget", et aftryk, i apparaturet. Der var og stadig er til diskussion om hvad der egentligt sker, når man måler kvantemekanisk. Bølgen kollapser tilsyneladende pludseligt og der sker en dekohærens forårsaget af måleapparaturet. Uheldigvis har visse sprogbrug fået nogle til at tro, at målinger bliver påvirket af, om de bliver observeret.

## Superposition
Når man i kvantemekanikken giver afkald på de klassiske begreber, som position, fart og impuls, åbner man muligheden for at have partikler, der ikke er i en defineret tilstand (eller egentilstand) af f.eks. impuls. Man siger at en sådan partikel er i en superposition af impuls, hvor den populært sagt er i flere tilstande samtidig uden at have valgt hvilken én endnu. Partiklen bliver så at sige først nødt til at vælge i det øjeblik man måler på den, og den antager så straks en defineret tilstand. Når en partikel ikke er i en defineret tilstand, kan man som sagt ikke bruge det klassiske begreb længere, og man er nødt til at arbejde med forventningsværdier. Forventningsværdien er i bund og grund bare middelværdien af de tilstande, som partiklen kan være i.
Det er partiklers kvantemekaniske superpositionsegenskab, der giver anledning til mange af de fænomener, som kvantemekanikken er berømt for. F.eks. danner superposition grundlaget for kvantecomputeren og for paradokset om Schrödingers kat. Ofte er man også interesseret i at have en partikel i en superposition for at kunne foretage en anden måling præcist, fordi Heisenbergs usikkerhedsrelationer ikke tillader én at kende begge dele på én gang.

## Stern-Gerlach-eksperimentet
Et af kvantemekanikkens mest bizarre resultater kan vises i en tænkt udgave af det forsøg, som Otto Stern og Walther Gerlach lavede i 1922. I det oprindelige eksperiment sendte man en stråle af sølvatomer igennem et inhomogent magnetfelt, hvilket får afbøjer atomerne forskelligt alt efter deres elektroners kvantemekanisk spin. Når strålen rammer en skærm vil man se to adskilte stråler, fordi elektronerne kan have to spin-tilstande. Dette var i modstrid med den klassiske teori, og eksperimentet dannede et fundamentalt bevis for partiklers spin.
For rigtig at forstå spins bizarre egenskaber kan man tænke sig tre Stern-Gerlach-apparater (S-G) sat efter hinanden. For hvert apparat deler strålen sig i to, og kun den ene fortsætter videre til næste apparat. Det første S-G virker langs z-aksen og deler strålen i to, z+ og z-, hvilket betyder, at de hhv. har spin op og spin ned. Den ene stråle (z+) fortsætter nu ind i det næste S-G, der virker langs x-aksen. Strålen deles igen i to, men denne gang er det efter spin i x-aksens retning: x+ og x- (vi kan kalde det hhv. spin "højre" og spin "venstre"). Til sidst fortsætter kun x+ ind i det sidste S-G, der igen virker langs z-aksen. Overraskende nok kommer der igen to stråler ud af det sidste S-G, der igen er opdelt efter spin op og spin ned.
Klassisk set ville man forvente at der kun kom én stråle med spin op ud til sidst, for alle partikler med spin ned blev frasorteret allerede i første trin. Kvantemekanikkens resultat kan kun tolkes sådan, at man ændrer på partiklens tilstand, når man foretager en måling. Matematisk set betyder det, at man sætter partiklen i en superposition (se ovenfor) af spin op og spin ned, når man foretager målingen i x-aksens retning.

## Schrödingers kat
Et af de mest kendte paradokser inden for den moderne fysik handler om Schrödingers kat. Det er et tankeeksperiment, som Erwin Schrödinger fremsatte i 1935. Man forestiller sig, at man har en lukket kasse med en kat, et radioaktivt materiale, en Geigertæller og en beholder med giftgas. Geigertælleren er forbundet med giftgasbeholderen således, at hvis Geigertælleren giver udslag, så udsendes giftgassen. Inden for et givet tidsinterval er der altså en vis sandsynlighed for at der sker et henfald i det radioaktive materiale, så katten dræbes. Men hvorvidt katten er levende eller død, vil man ikke kunne afgøre før man åbner kassen, og dermed kan man betragte katten som værende i en superposition mellem levende og død.